# 威尼斯兒童賽車
《威尼斯兒童賽車》（英語：Kid Auto Races at Venice）是1914年的美國電影，由查理·卓別林主演著名的角色流浪漢，這也是該角色第一次出現在電影中對外發表。不過該名角色在《威尼斯兒童賽車》前幾天拍攝的《梅培爾奇妙的困境》便是故事的人物，但後者卻在《威尼斯兒童賽車》上映後兩天才首映。

## 外部連結
- 互联网电影数据库（IMDb）上《Kid Auto Races at Venice》的资料（英文）
- 爛番茄上《Kid Auto Races at Venice》的資料（英文）
- YouTube上的Kid Auto Races at Venice
- 收藏的影片《Kid Auto Races at Venice》[更多内容]
- 收藏的影片《Kid Auto Races at Venice》[更多内容] – A different version which is missing the ending.